# Une tête disparaît
Pour plus de détails, voir Fiche technique et Distribution.
Une tête disparaît est un film d'animation franco-canadien de court métrage réalisé par Franck Dion et sorti en 2016.

## Synopsis
Une vieille dame, atteinte de démence, prend le train pour aller voir la mer.

## Fiche technique
- Titre : Une tête disparaît
- Titre anglais : The Head Vanishes
- Réalisation : Franck Dion
- Scénario : Franck Dion
- Animateur : Studio Train Train
- Montage :
- Musique : Pierre Caillet et Pierre-Yves Drapeau
- Producteur : Franck Dion, Julie Roy et Richard Van den Boom
- Production : Papy3D Productions et Office national du film du Canada
- Pays d'origine :  France et  Canada
- Durée : 9 minutes 28
- Dates de sortie :
  -  France : 13 juin 2016 (Festival international du film d'animation d'Annecy)

## Distribution
- Florence Desalme : la vieille dame

## Distinctions
Il remporte le Cristal du meilleur court métrage à l'édition 2016 du festival international du film d'animation d'Annecy.